# Tuffi ai Giochi della III Olimpiade - Piattaforma
La competizione dei Tuffi dalla piattaforma dei Giochi della III Olimpiade si è svolta il 7 settembre 1904 presso il Life Saving Exhibition Lake, di Saint Louis.

## Risultato
| Pos.    | Atleta                | Nazione     | Punti |
| ------- | --------------------- | ----------- | ----- |
| Oro     | George Sheldon        | Stati Uniti | 12,66 |
| Argento | Georg Hoffmann        | Germania    | 11,66 |
| Bronzo  | Frank Kehoe           | Stati Uniti | 11,33 |
| Bronzo  | Alfred Braunschweiger | Germania    | 11,33 |
| 5       | Otto Hooff            | Germania    | n/d   |